# Apple A16
Az Apple A16 Bionic egy 64 bites ARM alapú egylapkás rendszer (SoC), amelyet az Apple Inc. tervezett és a TSMC gyártott. Az iPhone 14 Pro és 14 Pro Max, és a 15 és 15 Plus készülékekben használják.

## Tervezés
Az Apple A16 Bionic rendszercsip egy Apple által tervezett hatmagos, 64 bites ARMv8.6-A utasításkészletű CPU-val rendelkezik, amely két „Everest” nagy teljesítményű, 3,46 GHz-en futó magot és négy „Sawtooth” energiatakarékos, 2,02 GHz-en futó magot tartalmaz, az iPhone 14 A15 processzorához hasonló kialakításban. Az Apple állítása szerint az A16 körülbelül 40%-kal gyorsabb a versenytársainál, és újabb energiatakarékos (Apple szóhasználattal hatékony) magokkal (E) rendelkezik, amelyek nagy előnye, hogy a piacon lévő egyéb telefonok/eszközökbe épített hasonló energiatakarékos magok energiafelvételének közel harmadát használják fel.
Az A16 16 milliárd tranzisztort tartalmaz, ami 6,7 %-os növekedést jelent az A15 15 milliárdos tranzisztorszámához képest. Tartalmaz egy továbbfejlesztett, „Apple Neural Engine” néven ismert neurális feldolgozó egységet (NPU), ebben 16 számítási mag található, egy új, javított számítógépes fényképezési képességekkel rendelkező képjelfeldolgozó processzort (image signal processor, ISP), valamint egy új modult a képernyővel kapcsolatos funkciók kezelésére, amelynek Apple-féle elnevezése a „Display Engine”. Ez a modul az A16-ban jelent meg először, és lehetővé teszi az 1 Hz-es frissítési frekvenciát a folyamatosan bekapcsolt kijelző funkcióhoz, a kijelző nagyobb maximális fényerejét és a fejlett antialiasinget az animációkhoz.
Az A16 hardveresen támogatja a videokodekek kódolását és dekódolását a HEVC, H.264, és ProRes formátumokhoz.
Az iPhone 14 bemutató eseményén az Apple az A16 csipet az első, okostelefonokban megjelent 4 nanométeres processzorként reklámozta. A TechInsights elemzése azonban megállapította, hogy az A16-ot a TSMC az „N4P” elnevezésű folyamattal gyártotta. Az „N4P” valójában egy 5 nanométeres gyártási folyamat, ami javított teljesítményt és nagyobb sűrűséget kínál az ugyanúgy 5 nm-es folyamatcsalád korábbi technológiáihoz, az N5, N5P és N4 folyamatokhoz képest.

## GPU és memória
Az A16 egy Apple által tervezett ötmagos integrált GPU-t tartalmaz, amely állítólag 50%-kal több nagyobb memória-sávszélességgel párosul az A15 GPU-jához képest.
Az A16 memóriáját feljavították LPDDR5 használatával, ezzel 50%-kal magasabb sávszélességet értek el, és a 16 magos neurális feldolgozóegység sebessége is 7%-kal nőtt ezáltal, ami így másodpercenként 17 billió műveletre képes (TOPS). Összehasonlításként, az A15 neurális egysége 15,8 TOPS sebességre képes. A rendszer (SoC) minden változata 6 GiB memóriával van felszerelve. Az előző generációs Apple A-sorozatú csipekkel ellentétben, az A16 az A12X/M1 tokozásának függőleges változatát használja a hagyományos PoP DRAM helyett. Ebben a rendszerben epoxiüveg szubsztrátot alkalmaznak, amelynek egyik oldalára a DRAM, a másik oldalára maga az A16 SoC van elhelyezve, és feltehetően a két lapkát elválasztó epoxiüvegen keresztül átmenő via-k kötik össze a kettőt. A PoP vezetékek eltávolítása miatt az A16-nak egy DRAM olvasási/írási tranzakcióra jutó energiafelhasználása kissé csökkent.

## Az ISP és a „Display Engine”
Az A16 csipen található új képfeldolgozó processzor (ISP) a számítógépes fényképezési képességeket javítja. Arra tervezték, hogy kezelje az iPhone 14 Pro magasabb felbontású képérzékelőjét, és fényképenként akár 4 billió művelet elvégzésére is képes.
A „Display Engine” ebben a csipben jelent meg először az Apple A sorozatában. Lehetővé teszi a kijelző „mindig be” (always-on display, AOD) funkcióját (ekkor a telefon kijelzője még úgy is képes megjeleníteni információkat, ha a kijelző egyébként kikapcsolt állapotban van), és olyan egyéb feladatokat is kezel, mint az 1 Hz-es képfrissítési frekvencia, a kijelző magasabb maximális fényereje és a továbbfejlesztett élsimítási technikák (anti-aliasing), amelyeket a képek megjelenésében alkalmaznak.

## Firmware
Új rendszerindítási és leállítási dallam került az alapszoftverbe, és ezek csak a kisegítő lehetőségekben érhetők el.

## Apple A16 Bionic csipet tartalmazó eszközök
- iPhone 14 Pro és 14 Pro Max
- iPhone 15 és 15 Plus

## Fordítás
Ez a szócikk részben vagy egészben  az   Apple A16 című angol Wikipédia-szócikk ezen változatának fordításán alapul.  Az eredeti cikk szerkesztőit annak laptörténete sorolja fel. Ez a jelzés csupán a megfogalmazás eredetét és a szerzői jogokat jelzi, nem szolgál a cikkben szereplő információk forrásmegjelöléseként.